# Lafferkurvan

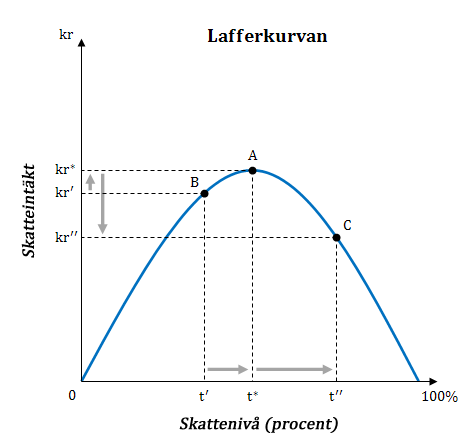
Om man antar att skattenivån i utgångsläget är t' kan staten öka skatteintäkterna genom att höja skatten till t*, vilket innebär en förflyttning från punkt B till punkt A (den optimala skattenivån). Höjs skatten ytterligare till t hamnar vi i punkt C, där skatteintäkterna har minskat, trots att skatterna har höjts. OBS! Kurvan är mest troligt inte symmetrisk som i exemplet.

Lafferkurvan är ett begrepp inom nationalekonomi från 1974 som syftar till att beskriva elasticiteten av beskattningsbar inkomst. Enligt teorin, som Arthur Laffer formulerade, kan staten maximera sin skatteinkomst genom att sätta skattenivån på en optimal nivå. Enligt Laffer minskar skatteintäkterna om man sätter skattenivån högre än denna optimala punkt, trots att skattekvoten ökar. Denna minskning beror på ökade incitament att undvika skatt eller minskade incitament att förvärvsarbeta.

## Lafferkurvans uppkomst

### Middagen påTwo Continents
Enligt Jude Wanninski, journalist på Wall Street Journal, uppkom Lafferkurvan i december 1974 under en middag på restaurangen Two Continents, nära Vita huset i Washington D.C. Närvarande på middagen var, förutom Wanninski själv, Arthur Laffer, professor vid University of Chicago samt Donald Rumsfeld och Dick Cheney, båda två rådgivare till dåvarande presidenten Gerald Ford. Under middagen tog Laffer fram en penna och ritade sin kurva på en servett (en tygservett enligt Wanninski, en pappersservett enligt Laffer själv). Enligt Dick Cheney ville Laffer på ett enkelt sätt visa att en för hög beskattning kommer att minska människors vilja att arbeta och därmed kommer skatteintäkterna i så fall att minska.

### Teorin bakom Lafferkurvan
Lafferkurvan (se modellritningen till höger) visar att man genom att höja skattesatsen från en låg nivå kan höja skatteintäkterna, men inte hur mycket som helst. I illustrationen höjs skattesatsen från t' till t* (den optimala skattenivån) vilket leder till att skatteintäkterna ökar från kr' till kr*, då man rör sig från punkt B till punkt A på Lafferkurvan. Om skatterna däremot höjs mer än så, såsom här till t'', kommer skatteintäkterna att minska, här till R'', i punkt C. Detta beror enligt teorin på att människors vilja att jobba och betala skatt minskar. Laffers poäng är att om skatterna har passerat den optimala skattenivån (punkt A) så kan sänkta skatter leda till ökade skatteintäkter.
Tankegången är inte ny och Laffer hänvisade 2004 både till den muslimske filosofen Ibn Khaldun som levde på 1300-talet och till den brittiske nationalekonomen John Maynard Keynes verksam i början av 1900-talet. Khaldun skrev i sitt verk The Muqaddimah att "I början av en dynasti fås stora inkomster från låga skatter. I slutet av en dynasti fås små inkomster från höga skatter." Keynes skrev att "Det verkar rimligt att skatter kan vara så höga att de motverkar sitt syfte."

### Ronald Reagans tillämpning av Lafferkurvan
Trots att de flesta ekonomer var skeptiska till Laffers idé fångade den Ronald Reagans uppmärksamhet som påmindes om sin egen tid som skådespelare under andra världskriget där skattesatser upp till 90% ledde till att han inte kände sig motiverad att jobba mer än bara nödvändigt. Lafferkurvan blev således utgångspunkten för Reagans valplattform under presidentvalskampanjen 1980, där han argumenterade att skatterna var så höga att de hindrade folk från att jobba hårt.

## Diskussionen kring Lafferkurvan
Det är omstritt huruvida de länder där skattesänkningar föreslås med hänvisning till Lafferkurvan de facto har en för hög skattesats. Skattesänkningar måste i allmänhet antas minska skatteuttaget. Beroende på människors samlade skattemoral, den offentliga sektorns utseende och vad människor tycker att de får för den skatt de betalar är med all sannolikhet Lafferkurvans "optimala skattenivå" olika i olika länder. Laffer-kurvans form beror på arbetsutbudets elasticitet, dvs. hur mycket människors vilja att ta ett jobb påverkas av ekonomiska incitament (t ex lön efter skatt). I högre inkomstgrupper tar inkomsteffekten (högre inkomster gör ett visst belopp mindre värdefullt jämfört med fritid) och substitutionseffekten (högre nettolön gör arbete lönsammare) i stort sett – men inte helt – ut varandra. Den största effekten kan därför antas finnas bland dem som kan välja mellan att arbeta eller inte arbeta. Förespråkare för skattesänkningar antar att arbetsutbudet är mycket elastiskt och att inkomstskatten i hög grad stör marknaden. Lafferkurvan är en illustration av denna syn. Laffer själv introducerade Lafferkurvan som ett pedagogiskt hjälpmedel, för att förklara själva principen. Eventuella politiska beslut måste grunda sig på en detaljerad analys av de faktiska förhållandena.
Enligt Gregory Mankiw har historien inte visat stöd för Lafferkurvan. Han menar att Ronald Reagans skattesänkningar i början av 1980-talet ledde till minskade skatteintäkterna med 9% mellan 1980 och 1984. I kombination med att regeringen inte ville minska utgifterna i samma omfattning förde detta med sig stora budgetunderskott under hela Reagans tid som president. Även ekonomen Paul Krugman argumenterar att det inte finns något stöd för Lafferkurvan om man tittar på skattepolitiken i USA de senaste decennierna. Enligt Krugman ledde skattesänkningar under George W. Bush till en mager ekonomisk tillväxt samtidigt som skatteökningar under Bill Clinton på 90-talet sammanföll med en stark ekonomisk tillväxt och att skattehöjningar under Barack Obama sammanföll med en stark ökning av sysselsättningen. Ekonomen Sandro Scocco menar att Carl Bildts regering tillämpade Lafferkurvan i början av 1990-talet under beteckningen "dynamiska effekter" vilket enligt Scocco ledde till budgetunderskott. Vidare hänvisar han till forskarna Spencer Bastani och Håkan Selin som menar att marginalskatternas storlek inte påverkar människors vilja att jobba. Industriförbundets påstående att civilingenjörer skulle flytta utomlands på grund av Sveriges skattesatser avfärdar Scocco med hänvisning till en undersökning gjord av SCB som enligt Scocco kom fram till att en sådan "kompetensflykt" inte fanns.
Olika forskare har försökt att beräkna hur mycket skattesatsen kan öka utan att skatteintäkterna sjunker. Emanuel Saez och Peter Diamond uppskattar att skatteintäkterna ökar upp till en marginalskattesats på 73%. Forskarna Christine och David Romer har dragit slutsatsen att skattesatsen kunde höjas upp till 80% utan att intäkterna sjunker, och en studie av Emanuel Saez, Stefanie Stancheva och Thomas Piketty kommer fram till att denna punkt ligger vid 83%. De sistnämnda forskarna diskuterar också skatternas inverkan på direktörers ansträngningar att höja sina löner – vid höga skatter ids de inte lägga krafter på löneförhandlingar. Vilken den optimala marginalskatten är beror på många faktorer, bland annat möjligheten att undvika att inkomster beskattas.

## Fotnoter